# Hugo Tschirky

Hugo Tschirky (1997)

Hugo Tschirky (* 20. Januar 1938 in St. Gallen; † 10. Oktober 2020) war ein Wissenschaftler auf dem Gebiet des Technologie- und Innovationsmanagements.

## Leben
Hugo Tschirky wurde als Sohn von Josef Tschirky (geb. 1907 in Wil, Kanton St. Gallen) und Franziska Tschirky, geb. Bagattini (geb. 1906 in Rorschach, Kanton St. Gallen) geboren.

### Ausbildung
Nach Besuch der Primarschule (1945–1951) und der Kantonschule in St. Gallen (1951–1957) studierte Hugo Tschirky Maschineningenieurwesen mit den Vertiefungsrichtungen Verfahrens-, Regelungs- und Nukleartechnik an der Eidgenössischen Technischen Hochschule (ETHZ) in Zürich (1959–1963). Anschliessend arbeitete er als Assistent an der ETHZ und promovierte zum Dr. sc. techn. bei Walter Hälg auf dem Fachgebiet der Nukleartechnik. Sowohl seine Diplomarbeit als auch seine Dissertation wurden mit der ETH-Medaille ausgezeichnet.

### Tätigkeit in der Wirtschaft
Von 1968 bis 1971 war er als Entwicklungsingenieur am Forschungslabor Gulf General Atomic in San Diego tätig. Seine Aufgabe umfasste Analysen und Lösungen von Sicherheitsfragen schneller Kernreaktoren. Während der Jahre 1971–1975 leitete Hugo Tschirky als CEO die Carl Zeiss (Schweiz) AG. Parallel dazu verfasste er eine zweite Dissertation an der ETHZ, diesmal im Bereich der Betriebswissenschaften. Dem sozio-technischen Konzept nach Eberhard Ulich folgend, entwickelte die Arbeit ein Führungsverständnis, das Ausgewogenheit zwischen Führungstechnik und Führungsverhalten herstellen sollte.
Seine nächste Führungsaufgabe war die Leitung der Cerberus AG (seit 1998 als Cerberus Division Teil von Siemens Building Technologies). Der 1941 gegründete Schweizer Hersteller von Ionisationsrauchmeldern war weltweit Marktführer für Brandschutztechnik. Als Nachfolger von Firmengründer Ernst Meili führte Hugo Tschirky das Unternehmen während der Jahre 1975–82 erst als Mitglied der Direktion und anschliessend als Direktionspräsident. Unter Tschirkys Leitung wurden unter anderem das USA-Geschäft intensiviert und ein Bereich für angewandte Forschung über Sensorik geschaffen, dessen Ergebnisse die Grundlagen für das 1994 eingeführte Algorex-Brandmeldesystem bildeten.

### Tätigkeit an der ETH Zürich
1982 wurde Hugo Tschirky als ordentlicher Professor für Betriebswissenschaft an die ETH Zürich berufen. Diese auf Lehre, Forschung und Beratung ausgerichtete Aufgabe hatte die Schwerpunkte strategische Führung von technologie- und innovationsintensiven Unternehmen. Hugo Tschirky war zudem langjähriger Leiter des Betriebswissenschaftlichen Instituts (BWI) der ETH und in Verbindung damit verantwortlich für das Nachdiplomstudium (NDS) in Betriebswissenschaften. Tschirky emeritierte im März 2003.

### Beratertätigkeit
Tschirky war als Gutachter im internationalen Schiedsgerichtsverfahren zur Auseinandersetzung zwischen dem iranischen Staat und dem französischen Unternehmen Eurodif und anderen tätig. In der seit 1979 mehrfach verhandelten Streitfrage ging es um die nach der iranischen Revolution erfolgte einseitige Aufkündigung der 1974 unter Schah Mohammad Reza Pahlavi vereinbarten Zusammenarbeit auf dem Gebiet der Kernenergienutzung. Einigung wurde erst 1991 erzielt. Gegenstand eines weiteren Mandats waren die Gründe für die erhebliche Budgetüberschreitung beim Bau des Kernkraftwerks Leibstadt. Gutachten von Tschirky beeinflussten die Schaffung des Paul Scherrer Instituts (PSI), die Bildung des landwirtschaftlichen Genossenschaftsverbandes Fenaco und die Fusion der beiden Schweizer Zuckerfabriken zur Zuckerfabriken Aarberg und Frauenfeld AG (heute Schweizer Zucker AG).
Im Jahr 2005 wurde Hugo Tschirky in das «International Visiting Committee» des Department of Engineering der Cambridge University berufen. Das von Lord Alec Broers geleitete Komitee aus 14 Hochschul- und Industrievertretern aus Europa und den USA sollte die Leitung des Departments in Strategiefragen beraten.

### Ausseruniversitäre Tätigkeit
Neben seiner Hochschultätigkeit blieb Hugo Tschirky über verschiedene Verwaltungsratsmandate der Praxis verbunden. Hierzu gehören Mandate bei Canon Schweiz, Jelmoli (zeitweise als VR-Präsident), Stiftungsrat der Novartis Forschungsstiftung (seit 1998), BB-Industrie, Dräger Safety Schweiz AG, Unilever Schweiz AG, new medical technologies AG, ATV Advanced Technology Ventures AG, Connex Verkehr AG, Helbling Management Consulting AG, LogObject AG, MSI Dr. Wälti AG, SONAC Inc (Japan), Global Advanced Technology Innovation Consortium (GATIC) (Gründer, 2002), GATIC Japan KK., Swiss Blue Energy AG und Swiss 3D Tec AG (VR-Präsident).
In der Schweizer Armee diente Hugo Tschirky als Milizoffizier in der Gebirgsinfanterie, zuletzt als Oberst. Als langjähriger Trainchef des Gebirgsarmeekorps Geb AK 3 war er aktiv involviert in die Armeereorganisation Armee 95 mit dem Ziel, die Traintruppe weiterhin zu erhalten. Während der Jahre 1982–2004 gehörte er der Eidgenössischen Rüstungskommission an und leitete dieses Gremium als deren Präsident ab 1999.

## Akademisches Wirken
Hugo Tschirky ist Autor von zahlreichen Lehrbüchern und Fachpublikationen. Einen besonderen Stellenwert nehmen Arbeiten ein, die Verbindungen zwischen der bis zu seinen Veröffentlichungen eher als disjunkt betrachteten, betriebswirtschaftlichen Systemtheorie und dem Technologiemanagement herstellen. Tschirky verweist auf Schwächen verbreiteter Konzepte des Technologiemanagements und formuliert einen Ansatz, der die erfolgreiche Bewältigung des technologischen Wandels als gesamtunternehmerische Herausforderung begreift. Weitere Publikationen widmen sich unter anderem den Themengebieten «Technology Intelligence», «Technology Acquisition» und «Technology Marketing».
Internationale Beachtung erfuhren auch Tschirkys Arbeiten zum Thema «Structured Creativity», einem interdisziplinären Verfahren, das Unternehmen ermöglichen soll, Kreativität gezielter zur Entwicklung innovativer Geschäfts- und Produktideen einzusetzen. 1992 lehrte und forschte Hugo Tschirky am Tokyo Institute of Technology in Japan, wo er eine Lehrveranstaltung zum Thema „Management of Technology“ abhielt und Erhebungen bei japanischen bzw. in Japan tätigen Schweizer Unternehmen zur praktizierten Führungsstruktur und zu den Voraussetzungen für den Geschäftserfolg im japanischen Markt durchführte. Ein 2002 an der Sloan School of Management des Massachusetts Institute of Technology realisiertes Forschungsprojekt beschäftigte sich mit der Vertiefung des Führungskonzepts „Enterprise Science“ für technologie- und innovationsintensive Unternehmen.
Arbeiten von Hugo Tschirky wurden in deutscher, englischer, japanischer und russischer Sprache veröffentlicht. Durch seine mittlerweile langjährige Tätigkeit an verschiedenen Japanischen Universitäten wie Tokyo Institute of Technology, Japan Advanced Institute of Science and Technology – JAIST, Ritsumeikan University, National Graduate Institute for Policy Studies – GRIPS und Tohoku University sowie seine Beratungstätigkeit für Japanische Unternehmen ist Hugo Tschirky als Forscher, Autor und Berater in Japan bekannt und geachtet. Während der Jahre 2007–2012 war er auch als Berater des Präsidenten der United Nations University (UNU) in Tokyo aktiv.
Während seiner Zeit als Professor an der ETHZ hat Hugo Tschirky zahlreiche Nachwuchswissenschaftler im Rahmen ihrer Promotionen und Habilitationen erfolgreich betreut. Auf seine Initiative erfolgte im Jahr 2000 auch die Gründung des «European Institute for Technology and Innovation Management» (EITIM). Diese Interessengemeinschaft von technischen Universitäten umfasste die Chalmers University of Technology, das University College Dublin, die Technische Universität Hamburg-Harburg (TUHH), die Technische Universität Berlin, die Cambridge University, die École Centrale Paris, das Politecnico di Milano, die Sabanci University Istanbul, die niederländische Universität Twente sowie die ETH Zürich. Der verbindende Leitgedanke war und ist die gemeinsame Durchführung von Forschungsarbeiten mit dem Zweck, die gegenüber den USA und Japan deutlich schwächere Innovationsfähigkeit Europas zu verbessern. Die dazu gewählte Vielfalt von Aktivitäten umfasste gemeinsam betreute Doktorarbeiten, Top Executive Seminars und gemeinsam verfasste Fachartikel und Buchpublikationen. Vor einigen Jahren wurde die ergänzende Organisation EITIMdoc geschaffen, die die gezielte Förderung von Nachwuchsforschern verfolgt.
Nach seiner Emeritierung erfüllte Hugo Tschirky reguläre Lehrverpflichtungen, vor allem im Rahmen des Executive Management Programs an der ETH Zürich sowie an renommierten Universitäten in Japan und Slowenien (bis 2011).